# Ahmed Ben Bella
Pour les articles homonymes, voir Bella.
Ahmed Ben Bella
(en arabe : أحمد بن بلة), né officiellement le 25 décembre 1916 à Maghnia près de Tlemcen en Oranie, au nord-ouest de l'Algérie (alors départements français), et mort le 11 avril 2012 à Alger, est un combattant de l'indépendance algérienne et un homme d'État algérien. Il est chef du gouvernement de 1962 à 1963 puis le premier président de la République de 1963 à 1965.
Ben Bella est un des neuf « chefs historiques » du Comité révolutionnaire d'unité et d'action (CRUA), à l'origine du Front de libération nationale (FLN), parti indépendantiste algérien. Il est arrêté pendant la guerre d'Algérie mais prend part à l'indépendance du pays à la tête du FLN et devient le premier président de la République algérienne le 15 septembre 1963, poste qu'il cumule avec celui de Premier ministre. Il occupe cette dernière fonction à partir du 27 septembre 1962.
Il est renversé par le coup d’État du 19 juin 1965 mené par son vice-Premier ministre, le colonel Houari Boumédiène. Il est contraint à l'exil de 1980 à 1990 après avoir été emprisonné depuis le coup d'État.

## Biographie

### Enfance et jeunesse
Ahmed Ben Bella est d'origine marocaine par ses parents, petits paysans émigrés de la région de Marrakech,,,. Il a déclaré être issu de la tribu arabe des Banu Hassan, faction des Banu Maqil.
Il naît à Maghnia, dans la région oranaise, en Algérie. Sa date de naissance n'est pas connue avec exactitude (entre 1914 et 1918,), mais son historiographie retient 1916. Il fait ses études secondaires à Tlemcen.
Ben Bella, qui pratiquait le football dans sa ville natale, a joué pour l'Olympique de Marseille lors de la saison 1939-1940 — il ne joue qu'un match de coupe de France, contre le FC Antibes (victoire 9-1 à Cannes, dont un but de Ben Bella) — et aussi pour l'équipe de France militaire au poste de milieu de terrain alors qu'il était sous-officier, engagé dans la Seconde Guerre mondiale.
Il est par ailleurs le premier footballeur ayant évolué à l'Olympique de Marseille et devenu par la suite président de la République, le second étant le Libérien George Weah.

### Seconde Guerre mondiale
Durant la Seconde Guerre mondiale, Ben Bella combat dans les forces armées françaises au sein du 5e régiment de tirailleurs marocains de la 2e division d'infanterie marocaine (2e DIM).
En 1944, il participe à la bataille de Monte Cassino au sein du corps expéditionnaire français en Italie commandé par le général Juin, puis à la libération de la France et à la campagne d'Allemagne (1945) au sein de la 1re armée du général de Lattre de Tassigny. Promu adjudant, il est cité quatre fois dont deux fois à l'ordre de l'Armée et décoré de la médaille militaire par le général de Gaulle en avril 1944 en Italie,.

### Guerre d'Algérie
Marqué par les massacres de Sétif et Guelma du 8 mai 1945 et après avoir été initié par Mohammed El Kébir qu’il remplaça alors que celui-ci était sur le point de faire l’objet d’une arrestation, Ben Bella adhère au Parti du peuple algérien (PPA) et au Mouvement pour le triomphe des libertés démocratiques (MTLD), de Messali Hadj. Il est ensuite élu conseiller municipal de sa ville natale de Maghnia en 1947. Membre de l'OS dirigée par Hocine Aït Ahmed avec Rabah Bitat, pendant très longtemps, il lui a été attribué sans qu'il ne le démente, le braquage de la poste d'Oran de 1949 afin de financer le parti, quoiqu'en réalité, Ben Bella n'ait jamais pris part à cette attaque et se trouvât à Alger,.
En mai 1950, il est arrêté à Alger, jugé coupable, il est condamné à dix ans de prison. Il s'évade en mars 1951 et se réfugie au Caire auprès d'Hocine Aït Ahmed et de Mohamed Khider avec qui il formera plus tard la délégation extérieure du Front de libération nationale (FLN).
Un ordre d'assassinat par le Service de documentation extérieure et de contre-espionnage (Sdece) est annulé au dernier moment par le gouvernement français en juillet 1956.
Il est arrêté une deuxième fois le 22 octobre 1956 lorsque l’avion civil marocain qui le conduisait du Maroc à la Tunisie en compagnie de Mohamed Boudiaf, Hocine Aït Ahmed, Mohamed Khider et Mostefa Lacheraf est détourné par les forces armées françaises. 
Il faillit être tué lors d'une mission française dirigé par Jacques Burgeat. Il parvint à s'échapper pendant la nuit après plusieurs heures d’intenses échanges de tirs[réf. nécessaire].
En 1956, il promet à l'Égyptien et membre des frères musulmans Tawfik El Shawi qu’il serait responsable de la rédaction de la constitution algérienne après son indépendance.

### Algérie indépendante
Libéré en 1962, après six ans d'emprisonnement et de résidence surveillée en France, d'abord à la prison de la Santé, ensuite au fort Liédot sur l'île d'Aix, puis au château de la Fessardière à Turquant et finalement au château d'Aunoy, il est le seul de ces prisonniers à répondre positivement aux offres de l'armée des frontières et de celui qui en a pris la direction Houari Boumediene. Cet accord lui permet d'obtenir le soutien de l'armée. Il participe au congrès de Tripoli où un différend l'oppose au Gouvernement provisoire de la République algérienne (GRPA). Après les accords d'Évian, il critique en effet la légitimité du gouvernement provisoire et se heurte à Mohamed Boudiaf et Krim Belkacem.
Le 22 juillet, Ben Bella installe un bureau politique provisoire, qu'il dirige, et qui se déclare chargé des affaires étatiques. Celui-ci est installé le 4 août, et Benyoucef Benkhedda lui transmet ses pouvoirs. Benkhedda se propose sans succès comme médiateur entre le bureau politique et les factions dissidentes, mais sa proposition est rejetée par le premier.
L'armée des frontières, avec à sa tête Boumédiène, entre dans Alger le 9 septembre 1962, entraînant une intensification des tractations politiques pour renverser les alliances au profit de Ben Bella. Battue militairement, l'instance civile, le GPRA, capitule sans condition. C'est le « clan d'Oujda » qui obtient le pouvoir en Algérie. Sa nature est clairement politico-militaire même si, sous l'effet de la pression de la rue, un semblant de consensus politique a été réalisé par l'intégration de quelques opposants, comme Ferhat Abbas. Sur le fond, la victoire de Ben Bella et de l'armée des frontières entérine la mainmise du pouvoir militaire, et notamment de l'état-major de l'armée des frontières, sur le pouvoir civil. Ben Bella, lui est rentré à Alger et s'installe à la villa Joly, l'Assemblée nationale constituante l'investit le 27 septembre 1962, par 159 voix sur 179 votants. Il devient ainsi le président du Conseil. Abderrahmane Farès transmet ses pouvoirs à l'assemblée constituante le 25 septembre 1962 et au gouvernement Ben Bella le 2 octobre 1962. Mohamed Khider devient secrétaire général du FLN.
Cette mainmise de l'armée se manifeste dans le poids et le rôle de l'état-major de l'armée des frontières au sein du nouvel État: la Défense  revient à Houari Boumédiène nommé vice-président de la République, l'Intérieur à Ahmed Medeghri, Abdelaziz Bouteflika se contente du ministère de la Jeunesse.

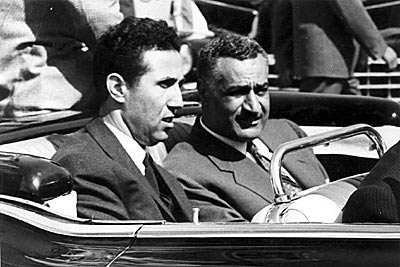
Ben Bella et Nasser en 1962.

Ben Bella a pour objectif de construire un socialisme typiquement algérien (liens avec Cuba et la France à la fois). Il lance une réforme agraire, nationalise le commerce et l'industrie et cherche à promouvoir l'autogestion sur les conseils du révolutionnaire trotskiste Michel Pablo. Il fait par ailleurs expulser du parti, de l'armée et de l'administration ses rivaux lorsqu'il devient secrétaire général du bureau politique du FLN en avril 1963. Son dauphin désigné est alors le colonel Boumédiène. Après l'adoption d'une constitution, il est élu en septembre 1963 président de la République algérienne, il réduit les insurrections kabyles et les diverses oppositions politiques. Soutenue par l'Égypte et par Cuba, l'Algérie signe un accord de paix avec le Maroc lors de la guerre des sables. Il se rapproche des puissances communistes, Chine et URSS.
Partisan du panarabisme et admirateur du colonel Nasser, il organise une aide concrète aux révolutionnaires anticolonialistes africains.
Il s'oppose à Mohamed Khider, alors secrétaire général du FLN, qui souhaite que l'armée regagne les casernes. Ce dernier démissionne en avril 1963 et Ben Bella lui succède. Dans le deuxième gouvernement Ben Bella, Kaïd Ahmed et Chérif Belkacem (anciens commandants de l'armée des frontières) deviennent ministres. Houari Boumédiène voit ses prérogatives étendues au poste de premier Vice-Président de la république. Alors que l'armée renforce son pouvoir, les partisans de Ben Bella sont écartés. Le Front des forces socialistes (FFS), interdit comme les autres partis, décida le 28 septembre 1963 de mener une lutte armée contre le régime « fascisant » de Ben Bella. Bien que la nouvelle constitution, critiquée par ses adversaires politiques, lui accorde des pouvoirs renforcés, Ben Bella se trouve de plus en plus l'otage de l'armée à laquelle il n'a cessé de faire appel.
Quand finalement, en 1964, inquiet des ambitions de l'armée, il se décide de mettre au pas le clan d'Oujda en procédant à l'éviction d'Ahmed Medeghri et d'Abdelaziz Bouteflika, en tentant de créer une milice populaire et de trouver un accord avec le FFS, il est déjà trop tard.

### Renversement et emprisonnement
Il est renversé par le coup d'État de Houari Boumédiène le 19 juin 1965 à Alger, emprisonné jusqu'en juillet 1979, puis assigné à résidence jusqu'à sa libération en octobre 1980. Durant cette période, il épouse Zohra Sellami, le couple adopte par la suite deux filles et un garçon en situation de handicap. Zohra Sellami décédera le 23 mars 2010 à Paris à l’âge de 67 ans.

### Exil
Gracié par le président Chadli Bendjedid, il s'exile en Suisse, à Pregny-Chambésy, à partir de l'année 1981. Il crée alors le Mouvement pour la démocratie en Algérie et se rapproche d'un autre « chef historique » exilé (lui aussi) de la révolution algérienne, Hocine Aït Ahmed. Revenu en France, il charge Gilbert Marquis, trotskiste pabliste, de diriger des revues d'opposition au régime algérien, toutes interdites par Paris pour motif diplomatique,. Son avocat, Ali Mécili, est assassiné à Paris, en 1987, par la Sécurité militaire, le service de renseignement de l'Algérie,.

### Retour d'exil
Après son retour à Alger le 27 septembre 1990, il se retire de la vie politique et se consacre à des dossiers internationaux tels que la Palestine et l'Irak et rejoint les altermondialistes pour lutter contre « la mondialisation capitaliste ». En 1990, il soutient fermement le régime de Saddam Hussein et prône une « alliance arabe contre l'agression occidentale en Irak ». Ainsi il déclare : « Les Algériens iront combattre, car là-bas ce sont les intérêts de tous les Arabes qui sont menacés et nous assistons à la naissance d'une croisade, une autre croisade lancée contre les peuples arabes ».
En 1995, Ben Bella signe à Rome, avec les représentants de six autres formations et des personnalités politiques, la Plate-forme de Sant'Egidio pour la sortie de crise et pour le retour à la paix. Les signataires du « Contrat national » dit de Rome s'entendent sur un contrat politique constitué d'un ensemble d’engagements dont les plus importants sont l’alternance au pouvoir, la liberté de culte, la primauté de la loi légitime sur tout autre loi issue d’assemblées non élues légitimement, l’égalité des citoyens sans distinction d’aucune sorte, l’accession au pouvoir par des moyens pacifiques, le rejet de la violence pour se maintenir au pouvoir ou pour y parvenir.

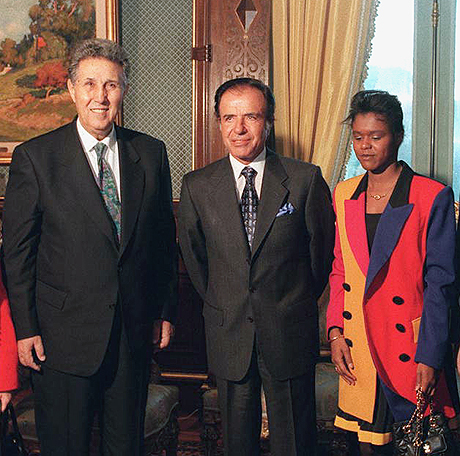
Ahmed Ben Bella et Carlos Menem, président de la Nation argentine en 1997.

Le 10 juin 1997, le MDA est dissous par le tribunal d'Alger.
Il continue de revendiquer la lutte contre le colonialisme occidental et pour la défense du panarabisme. Il déclare dans Jeune Afrique en mai 2011 : « Il faut faire l'Union du Maghreb. C'est tout à fait possible. Comment pourrais-je penser autrement alors que, même si je suis né en Algérie, même si j'ai été le chef de la rébellion algérienne, ma mère et mon père étaient tous deux marocains ». Il fait par ailleurs de l'écologie l'une de ses principales préoccupations. Il déclare par ailleurs que le Sahara occidental est marocain.
En 2007, il est nommé président du groupe des Sages de l'Union africaine. Par la suite, il devient membre du comité de parrainage du Tribunal Russell sur la Palestine dont les travaux ont commencé le 4 mars 2009.
Il assiste à la prestation de serment du président Abdelaziz Bouteflika pour un troisième mandat en 2009 et prône la réconciliation avec les islamistes en Algérie.

### Mort et funérailles
Le 4 janvier 2012, il est transféré d'urgence dans un hôpital parisien.
Le 11 avril 2012, il meurt à Alger. Le gouvernement algérien décrète un deuil national de huit jours ; ses funérailles sont suivies par les plus hautes autorités algériennes et par des chefs d'État ou de gouvernement des pays voisins. En revanche, la presse algérienne relève le « silence troublant de la France officielle », l'attribuant directement, en plein cœur de la campagne présidentielle française, à une volonté de récupérer « l'électorat d'extrême droite, des Pieds-noirs ». Il est inhumé le 13 avril 2012 à Alger au carré des Martyrs du cimetière d'El Alia.
Lors de sa mort et de ses funérailles, au niveau international, de nombreux États, personnalités, mouvements et médias se sont manifestés pour lui rendre un dernier hommage.
Le 16 avril 2012, le président de la République algérienne Abdelaziz Bouteflika annonce la publication d'un décret renommant l'aéroport d'Oran : « Aéroport international d'Oran Ahmed Ben Bella », en hommage au premier président de la République Ahmed Ben Bella.

### Vie privée
En 1972, alors en captivité, il épouse la journaliste Zohra Sellami (1943-2010).

### Parcours sportif
- 19??-19?? : IRB Maghnia  Algérie

## Reconnaissances
- Croix de guerre 1939-1945 (4 citations dont deux à l'ordre de l'Armée (2 palmes)[42],[43])
- Médaille militaire
- Héros de l'Union soviétique (le 30 avril 1964[44].)
- Prix Lénine pour la paix le 30 avril 1964[44].
- Prix Kadhafi des droits de l'homme en 1995.
- Sadr de l'ordre du Mérite national d'Algérie.
- Grand cordon de l'ordre du Ouissam alaouite (en janvier 2007[45]).